# Phobia (альбом The Kinks)
Phobia — двадцять третій і останній студійний альбом британського рок-гурту The Kinks.

## Список композицій
Автор музики і слів Рей Девіс, окрім зазначених інакше. 
| #   | Назва                                 | Тривалість |
| --- | ------------------------------------- | ---------- |
| 1.  | «Opening»                             | 0:38       |
| 2.  | «Wall of Fire»                        | 5:01       |
| 3.  | «Drift Away»                          | 5:05       |
| 4.  | «Still Searching»                     | 4:52       |
| 5.  | «Phobia»                              | 5:16       |
| 6.  | «Only a Dream»                        | 5:04       |
| 7.  | «Don't»                               | 4:36       |
| 8.  | «Babies»                              | 4:47       |
| 9.  | «Over the Edge»                       | 4:20       |
| 10. | «Surviving»                           | 6:00       |
| 11. | «It's Alright (Don't Think About It)» | 3:34       |
| 12. | «The Informer»                        | 4:03       |
| 13. | «Hatred (A Duet)»                     | 6:06       |
| 14. | «Somebody Stole My Car»               | 4:04       |

## Учасники запису
- Рей Девіс — гітара, клавішні, вокал
- Дейв Девіс — гітара, вокал
- Джим Родфорд — бас-гітара, бек-вокал
- Боб Генріт — ударні